# 吴邦国
吴邦国（1941年7月22日—2024年10月8日），安徽省肥东县吴兴益村人，生于贵州省平坝县，中国共产党、中华人民共和国政治人物，原正国级领导人，毕业于清华大学无线电电子学系，工程师，曾任中共上海市委书记、国务院副总理及第十、十一届全国人大常委会委员长等职务，是中共第十二、十三届中央候补委员，十四至十七届中央委员、中央政治局委员，十六、十七届中央政治局常委及十四届中央书记处书记。

## 生平

### 早年
吴邦国于1941年7月22日在贵州平坝（今属安顺市）黄家祠堂出生，其父亲吴忠性是中国地图制图专家，1949年参军担任中国人民解放军测绘学院副院长。抗战时期，吴邦国父亲随工作单位于1939年2月迁入贵州平坝，一家四人先暂住茂盛旅馆（现中心旅社），同年4月迁黄家祠堂。1942年，吴忠性一家搬离平坝。
吴邦国曾在北京市第四十六中学（现北京师范大学第二附属中学）就读，1960年考入清华大学无线电电子学系电真空器件专业学习，并于1964年4月加入中国共产党，1966年毕业后，曾留校担任政治辅导员。

### 上海市
1967年，吴邦国前往上海市工作。1967年至1976年，在上海电子管三厂工作，历任工人、技术员，技术科副科长、科长。
1976年至1978年历任上海电子管三厂党委副书记、革委会副主任、副厂长、厂党委副书记、厂长。1978年至1979年任上海市电子元件工业公司副经理。1979年至1981年任上海市电真空器件公司副经理。1981年至1983年任上海市仪表电讯工业局党委副书记。
1983年正式进入政界，任中共上海市委常委兼市委科技工委书记。1985年升任中共上海市委副书记。1991年，接替晋升国务院副总理的朱镕基出任中共上海市委书记。次年在中共十四届一中全会上，当选为中共中央政治局委员，成为黨和國家領導人。

### 国务院
1994年9月，在中共十四届四中全会上，吴邦国获增选为中共中央书记处书记，随后不再兼任上海市委书记的职务，赴中央工作。1995年3月，在全国人大会议上出任国务院副总理，分管工业、交通、国有企业改革等工作。
1997年9月，在中共十五届一中全会上连任中央政治局委员并不再兼任中央书记处书记。1998年3月，在全国人大会议上连任国务院副总理，兼任中央大型企业工委书记。1999年兼任国务院党组成员，中央企业工委书记。

### 全国人大
2002年11月，在中共十六届一中全会上，吴邦国升任中共中央政治局常委，排名第二，仅次于时任总书记胡锦涛。在2003年3月召开的第十届全国人大一次会议上，他接替李鹏当选为十届全国人大常委会委员长，主管全国人大及其常委会的工作。
2007年10月，吴邦国在中共十七届一中全会上连任中共中央政治局常委并继续维持第二位的排名。2008年3月，在全国人大会议上获得连任第十一届全国人大常委会委员长，成为朱德后首位任期超过一届的全国人大常委会委员长。

### 退休
2012年11月，71岁的吴邦国在中共十八届一中全会后卸任中共中央政治局常委，并在2013年3月的十二届全国人大一次会议后卸任全国人大常委会委员长后退休。退休后，其曾赴上海生活。

### 逝世
2024年10月8日4时36分，吴邦国因病在北京逝世，享年83岁（官方讣告算作84岁）。
遗体告别仪式于当年10月14日举行，习近平、李强、赵乐际、王沪宁、蔡奇、丁薛祥、李希、韩正等党和国家领导人前往八宝山革命公墓送别或赠送花圈，胡锦涛也赠送花圈。遗体火化当日，中国北京天安门、新华门、人民大会堂、外交部，各省、自治区、直辖市党委和政府所在地，香港特别行政区、澳门特别行政区，各边境口岸，对外海空港口，各驻外使领馆为其下半旗志哀。同日，新华社也发布其生平及部分照片。

## 政治观点
2011年3月10日，吴邦国在十一届全国人大四次会议第二次全体会议，作《全国人民代表大会常务委员会工作报告》，提出“八确立”与“五不搞”：

### 八确立
“中国特色社会主义法律体系，是以宪法和法律的形式，确立了国家的根本制度和根本任务，确立了中国共产党的领导地位，确立了马克思列宁主义、毛泽东思想、邓小平理论和‘三个代表’重要思想的指导地位，确立了工人阶级领导的、以工农联盟为基础的人民民主专政的国体，确立了人民代表大会制度的政体，确立了国家一切权力属于人民、公民依法享有广泛的权利和自由，确立了中国共产党领导的多党合作和政治协商制度、民族区域自治制度以及基层群众自治制度，确立了公有制为主体、多种所有制经济共同发展的基本经济制度和按劳分配为主体、多种分配方式并存的分配制度。”

### 五不搞
“从中国国情出发，郑重表明我们不搞多党轮流执政，不搞指导思想多元化，不搞‘三权鼎立’和两院制，不搞联邦制，不搞私有化。”

### 三个有利于
“确保人大各项工作，无论是立法、监督工作，还是决定重大事项、行使人事任免权，都有利于加强和改善党的领导，有利于巩固党的执政地位，有利于保证党领导人民有效治理国家。”

## 著作
- 《吴邦国论人大工作》上下册，2017年人民出版社
- 《吴邦国论经济社会发展》上下册，2017年人民出版社

## 荣誉

### 外国勋章奖章
- 阿拉维王朝大绶勋章（摩洛哥，2005年9月5日于马拉喀什颁发[13][14]）
- 友谊勋章（俄罗斯，2013年1月28日于符拉迪沃斯托克颁发[15]）

## 家庭
- 父：吴忠性（1912—1999）[16]，系中国著名地理测绘专家，曾任中國人民解放軍測繪學院教授[17]。
- 母：吳家琪。吳氏夫婦隨部隊駐貴州時生下吳邦國。共有6個孩子，吳邦國排行第二，有1個哥哥、2個弟弟、3個妹妹。
- 妻：章瑞珍[18]（1944—），工程师。曾任上海飞乐股份有限公司计算机室干部。后曾任上海飞乐股份有限公司总经理办公室驻京联络处主任，兼上海飞乐股份有限公司董事（1993年9月—2003年12月）、上海飞乐音响股份有限公司董事[19]。
  - 子：吴磊，现任上海电气集团董事长[20]。
  - 女：章砚（随母姓），现任中银基金董事长[20]。
    - 女婿：馮紹東，前美林证券僱員[21]。